# 約翰·吉安南德雷亞
約翰·吉安南德雷亞（英語：John Giannandrea，1960年代—）是一名英國軟體工程師、商人。
他共同創立了Metaweb、領導Google搜尋和人工智慧，曾是語音辨識公司Tellme Networks的共同創辦人兼技術長、網景網路瀏覽器部門的技術長、General Magic的資深工程師。他後來在Google工作，晉升為搜尋與人工智慧部門的主管。2018年，他離開Google加入蘋果公司。他被任命為蘋果公司機器學習和人工智能戰略高級副總裁，是直接向執行長提姆·庫克報告的16位高管之一。該部門據傳與蘋果電動車專案（現已取消）的參與程度最高。據報導，吉安南德雷亞在2025年3月被辭去Siri開發部門主管的職位。